# Арслан, Илькяз
Илькя́з Арсла́н (тур. İlkyaz Arslan; род. 1993, Анкара) — турецкая актриса

 театра и телевидения, певица и фотомодель.

## Биография и карьера
Илькяз Арслан родилась в 1993 году в Анкаре (Турция). Она окончила факультет исполнительных искусств Анатолийского университета и Высшую школу драматического искусства Галисии в Испании, где изучала театр.
С 2015 по 2019 год Арслан сыграла в спектаклях «Лев-солдат Шавик», «Мальчики с Пол-Стрит», «Братья Карамазовы», «Бред» и «Такан Такана».
В 2019 году Арслан присоединилась к актёрскому составу сериала «Бехзат: Серийные преступления в Анкаре», сыграв роль Бану. С 2020 по 2021 год она играла роль Лейлы Хактан в телесериале «Постучись в мою дверь».

## Фильмография
| Год       |   | Русское название                       | Оригинальное название           | Роль         |
| --------- | - | -------------------------------------- | ------------------------------- | ------------ |
| 2019      | с | Бехзат: Серийные преступления в Анкаре | Behzat Ç. Bir Ankara Polisiyesi | Бану         |
| 2020—2021 | с | Постучись в мою дверь                  | Sen Çal Kapımı                  | Лейла Хактан |

## Театральные роли
- 2015 — Лев-солдат Шавик / Aslan Asker Şvayk
- 2017 — Мальчики с Пол-Стрит / Pal Sokağı Çocukları
- 2017 — Братья Карамазовы / Karamazov Kardeşler
- 2018 — Бред / Delirium
- 2019 — Такан Такана / Takan Takana

## Награды
- 2019 — Sadri Alışık Anatolian Player Awards — Победитель в номинации «Самая успешная актриса второго плана года»